# پائولو سرجیو (بازیکن فوتبال، زاده ۱۹۶۹)
پائولو سرجیو سیلوستر دو ناسیمینتو (به پرتغالی: Paulo Sérgio Silvestre do Nascimento) هافبک/بازیکن فوتبال در پست مهاجم اهل برزیل است که در شهر سائوپائولو و در تاریخ ۲ ژوئن ۱۹۶۹ به دنیا آمده‌است.

## باشگاهی
پائولو سرجیو سیلوستر دو ناسیمینتو در تیم‌های فوتبال کورینتیانس ،Novorizontino،بایر ۰۴ لورکوزن،آ. اس. رم، بایرن مونیخ و باشگاه فوتبال الوحده امارات سابقهٔ حضور دارد.

## تیم ملی
این بازیکن همچنین در بین سال های سال ۱۹۹۱–۱۹۹۴، ۱۳ بازی برای تیم ملی فوتبال برزیل به میدان رفته‌است 